# ألكسندر هوغ
ألكسندر هوغ (بالألمانية: Alexander Hug)‏ هو لاعب اتحاد الرغبي ألماني، ولد في 29 أغسطس 1984.